# Décès en 1952
Décès
- 1948
- 1949
- 1950
- 1951
- 1952
- 1953
- 1954
- 1955
- 1956

Cet article présente une liste de personnalités mortes au cours de l'année 1952.

Les mois de l'année font également l'objet de listes spécifiques :

## Décès par mois

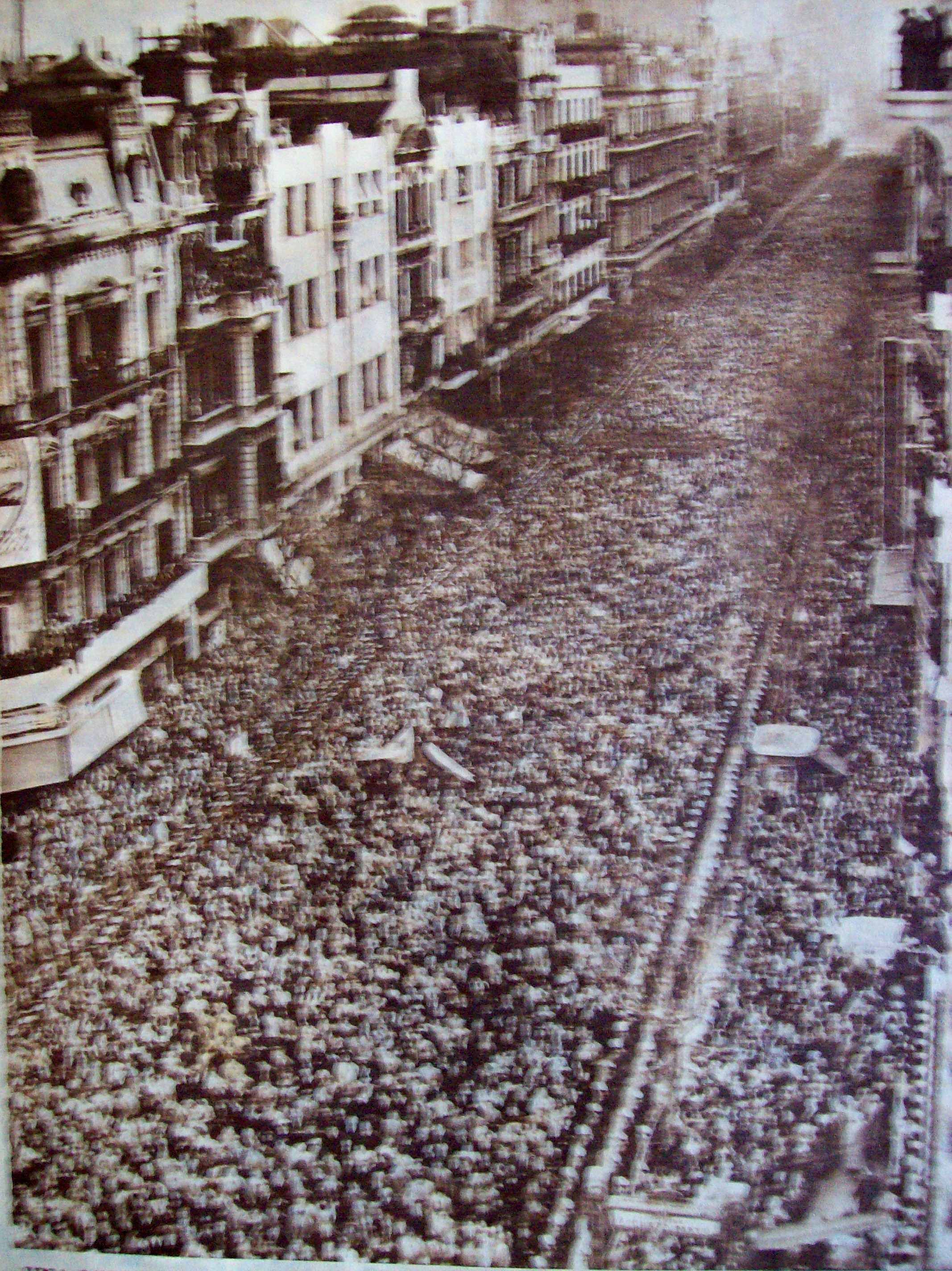
Cortège funèbre d'Eva Perón

### Inconnu
- Marcelle Ackein, peintre orientaliste française (° 1882).
- Émile Fernand-Dubois, sculpteur, graveur, et médailleur français (° 1869).
- Charles Léon Godeby, peintre français (° 26 janvier 1866).
- Labiba Hashim, journaliste et romancière libanaise (° 1882).
- Jean Lachaud, peintre, graveur, céramiste et décorateur français (° 27 décembre 1889).
- Rudolf Leberl, compositeur et enseignant tchèque (° 1884).
- Kimon Loghi, peintre roumain d'origine macédonienne (° 1873).

### Janvier
- 2 janvier : Louis Valtat, peintre et graveur français (° 8 août 1869).
- 4 janvier :
  - David Estoppey, peintre, dessinateur et lithographe suisse (° 14 septembre 1862).
  - Constant Permeke, peintre et sculpteur belge (° 31 juillet 1886).
- 5 janvier : Georges Stimart, peintre belge (° 9 janvier 1886).
- 10 janvier : Pierre Rectoran, écrivain français (° 28 novembre 1880).
- 11 janvier : Jean de Lattre de Tassigny, maréchal de France (° 2 février 1889).
- 14 janvier : Mohamed Belouizdad, premier responsable de l'Organisation Spéciale, branche militaire du Parti du peuple algérien (° 3 novembre 1924).
- 20 janvier : Arthur Farwell, compositeur, pédagogue, lithographe, éditeur de musique et chef d'orchestre américain (° 23 mars 1872).
- 21 janvier : Katie Sandwina, lutteuse et femme forte de cirque autrichienne (° 1884).
- 25 janvier : Sveinn Björnsson, 1er président de la République d'Islande (° 27 janvier 1881).
- 26 janvier : André Cheron, acteur américain d'origine française (° 24 août 1880).

### Février
- 2 février : Édouard Henry-Baudot, peintre et graveur postimpressionniste français (° 18 mai 1871)
- 6 février : George VI, roi du Royaume-Uni (° 14 décembre 1895).
- 7 février : Jacques d'Otémar, peintre et illustrateur français (° 9 juillet 1881).
- 11 février : Victor Lhuer, dessinateur, graveur et peintre français (° 9 septembre 1876).
- 14 février : Maurice De Waele, coureur cycliste belge (° 27 décembre 1896).
- 17 février : Alex De Taeye, compositeur belge (° 23 octobre 1898).
- 19 février :
  - Lawrence Grant, acteur britannique (° 30 octobre 1870).
  - Knut Hamsun, écrivain norvégien (° 4 août 1859).
- 21 février : Antonio Cañero, rejoneador espagnol (° 1er janvier 1885).
- 24 février :
  - Vetese Guerino, accordéoniste français d'origine italienne (° 1er août 1895).
  - Georges Le Serrec de Kervily, peintre symboliste ukrainien de naissance, d'origine française naturalisé américain (° 27 septembre 1883).
- 25 février : Louis Bouquet, peintre, décorateur, fresquiste et graveur français (° 6 décembre 1885).
- 29 février : Albert Clouard, peintre et poète français (° 3 avril 1866).

### Mars
- 1er mars : Emil Walter, joueur et entraineur de football allemand (° 7 avril 1900).
- 4 mars : Léonce de Joncières, peintre, aquarelliste, illustrateur et poète français (° 14 février 1871).
- 5 mars : Vladimir Chtcherbatchiov, compositeur et pédagogue russe de l'ère soviétique (° 24 janvier 1889).
- 10 mars : Emmanuel Poirier, peintre, graveur et illustrateur français (° 13 octobre 1898).
- 13 mars : Giovanni Battista Nasalli Rocca di Corneliano, cardinal italien, archevêque de Bologne (° 27 août 1872).
- 14 mars : Jules Benoit-Lévy, peintre français (° 27 février 1866).
- 20 mars : Louis Mazetier, peintre, cartonnier et maître verrier français (° 29 octobre 1888).
- 24 mars : Paul Pierné, compositeur et organiste français (° 30 juin 1874).
- 25 mars : Émile Malespine, médecin, psychiatre, écrivain, peintre, théoricien, éditeur, poète, homme de théâtre, de cinéma et de radio et concepteur de mobilier français (° 3 juillet 1892).
- 28 mars : Antonieta de Barros, journaliste brésilienne (° 11 juillet 1901).
- 30 mars : Níkos Beloyánnis, chef de la résistance en Grèce pendant la Seconde Guerre mondiale et cadre dirigeant du Parti communiste grec (° 22 décembre 1915).

### Avril
- 2 avril :
  - Marcel Bernanose, peintre et graveur français (° 23 août 1884).
  - Bernard Lyot, astronome français, inventeur du corographe (° 27 février 1897).
- 3 avril :
  - Hubert-Denis Etcheverry, peintre français (° 21 septembre 1867).
  - Juan Queraltó, homme politique argentin (° 10 juin 1884).
  - André Thyes, peintre et professeur luxembourgeois (° 25 mai 1867).
- 9 avril :
  - Ellen Roosval von Hallwyl, comtesse, peintre et sculptrice suédoise (° 29 juillet 1867).
  - Alfred Veillet, peintre français (° 2 mars 1882).
- 10 avril :
  - Jean Camille Cipra, peintre austro-hongrois puis tchécoslovaque et français (° 16 avril 1892).
  - Charles R. Forbes, militaire, homme politique et haut fonctionnaire américain (° 14 février 1878).
  - Ian Maclaren, acteur anglais (° 1er mai 1875).
- 13 avril : Adolphe Cossard, peintre français (° 1er avril 1880).
- 16 avril : François Alaux, peintre français (° 11 octobre 1878).
- 18 avril : Edward Conor Marshall O'Brien, écrivain, architecte, patriote et marin irlandais (° 3 novembre 1880).
- 21 avril : Leslie Banks, acteur britannique (° 8 juin 1890).
- ? avril : Luca Albino, peintre italien (° 14 février 1884).

### Mai
- 2 mai : Ilia Chatrov, militaire, musicien, chef d'orchestre et compositeur russe puis soviétique (° 1er avril 1879).
- 3 mai :  Léon Salles, graveur aquafortiste, peintre et illustrateur français (° 31 décembre 1868).
- 5 mai : Alberto Savinio,  écrivain, peintre et compositeur italien (° 25 août 1891).
- 6 mai : Maria Montessori, médecin et pédagogue italienne, créatrice des « Maisons des Enfants » (° 31 août 1870).
- 8 mai : William Fox, producteur américain de cinéma (° 1er janvier 1879).
- 10 mai :
  - Gino Boccasile, dessinateur, peintre, graphiste, illustrateur et affichiste italien (° 14 juillet 1901).
  - Ernest Guérin, peintre français (° 15 septembre 1887).
  - David Kakabadzé, peintre, graphiste et scénographe russe puis soviétique (° 20 août 1889).
- 26 mai : Jenő Karafiáth, homme politique hongrois (° 31 juillet 1883).
- 28 mai :
  - Augustin Carrera, peintre franco-espagnol (° 3 avril 1878).
  - Joseph Lauber, compositeur et chef d'orchestre suisse (° 27 décembre 1864).
- 31 mai : Jean-Louis Paguenaud, peintre français (° 30 juin 1876).

### Juin
- 1er juin : John Dewey, philosophe américain (° 20 octobre 1859).
- 4 juin : Jazep Varonka, homme politique et journaliste russe puis soviétique (° 17 avril 1891).
- 11 juin : Jules Adler, peintre naturaliste français (° 8 juillet 1865).
- 12 juin : Michael von Faulhaber, cardinal allemand, archevêque de Munich (° 5 mars 1869).
- 15 juin : Achille Mauzan, peintre, illustrateur, affichiste, sculpteur et écrivain français (° 15 octobre 1883).
- 21 juin :
  - Louis Germain, peintre français (° 21 mars 1897).
  - Wilfrid May, pilote d'avion durant la Première Guerre mondiale (° 20 mars 1896).
- 24 juin : Lodewijk Mortelmans, compositeur belge (° 5 février 1868).

### Juillet
- 1er juillet : A. S. W. Rosenbach, collectionneur et marchand américain de livres rares et de manuscrits (° 22 juillet 1876).
- 3 juillet : Raymond Pech, compositeur français (° 4 février 1876).
- 5 juillet : Édouard Devernay, compositeur et organiste français (° 8 novembre 1889).
- 6 juillet :
  - Maryse Bastié, aviatrice française 27 février 1898).
  - Louis-Alexandre Taschereau, premier ministre du Québec (° 5 mars 1867).
- 10 juillet :
  - Rued Langgaard, compositeur, organiste et chef d'orchestre danois (° 28 juillet 1893).
  - Luigi Zago, peintre paysagiste italien (° 14 février 1894).
- 17 juillet :
  - René Durieux, peintre français (° 13 février 1898).
  - Charles Plisnier, romancier belge (° 13 décembre 1896).
- 22 juillet : Sylvio Cator, athlète haïtien spécialiste du saut en longueur (° 9 octobre 1900).
- 26 juillet :
  - Edward Ellis, acteur américain (° 12 novembre 1870).
  - Eva Perón, femme politique argentine (° 7 mai 1919).

### Août
- 9 août : Olga Della-Vos-Kardovskaïa, peintre et graphiste russe puis soviétique (° 2 septembre 1875).
- 12 août : Solomon Losovski, homme politique russe puis soviétique (° 16 mars 1878).
- 18 août :
  - Ralph Byrd, acteur américain (° 22 avril 1909).
  - Alberto Hurtado, prêtre Jésuite chilien, fondateur de syndicat, canonisé (° 22 janvier 1901).
- 30 août : Marius Mangier, peintre français (° 8 mai 1867).
- 31 août : Henri Bourassa, politicien et nationaliste canadien (° 1er septembre 1868).

### Septembre
- 4 septembre : Carlo Sforza, diplomate et homme politique italien, descendant de la célèbre famille Sforza, opposant au régime fasciste (° 24 janvier 1872).
- 5 septembre : Jean Buhot, peintre, illustrateur et graveur sur bois français (° 13 août 1885).
- 6 septembre : Suzanne Savale, résistante française (° 7 octobre 1904).
- 15 septembre : Gyula Mohay, homme politique hongrois (° 15 septembre 1894).
- 17 septembre : René Fontayne, peintre et dessinateur français (° 3 janvier 1891).
- 19 septembre : Amédée Féau, peintre, graveur et illustrateur français (° 11 février 1872).
- 24 septembre : René Seyssaud, peintre français (° 15 juin 1867).
- 26 septembre : George Ducker, footballeur canadien (° 27 septembre 1871).

### Octobre
- 6 octobre : Walter Stanley Monroe, premier ministre de Terre-Neuve.
- 8 octobre : Arturo Rawson, militaire et homme politique argentin (° 4 juin 1885).
- 11 octobre : Jack Conway, réalisateur, acteur et producteur américain (° 17 juillet 1887).
- 13 octobre : Gaston Baty, homme de théâtre français (° 26 mai 1885).
- 16 octobre : Raoul du Gardier, peintre français (° 1er avril 1871).
- 18 octobre :
  - Ludovic-Rodo Pissarro, peintre et graveur français (° 21 novembre 1878).
  - Joseph-Mathias Tellier, politicien québécois (° 15 janvier 1861).
- 19 octobre :
  - Edward Sheriff Curtis, photographe et éminent ethnologue américain (° 16 février 1868).
  - Jan van der Sluis, footballeur international néerlandais (° 29 avril 1889).
- 20 octobre : Basil Radford, acteur anglais (° 25 juin 1897).
- 25 octobre : Sergueï Bortkiewicz, compositeur ukraino-autrichien (° 28 février 1877).
- 27 octobre : John Pratt, homme politique britannique (° 9 septembre 1873).
- 29 octobre : Hendrik Jan Wolter, peintre et graveur néerlandais (° 15 juillet 1873).
- 30 octobre : Henriette Tirman, peintre, graveuse et illustratrice française (° 1875).
- 31 octobre : Marie-Anne Camax-Zoegger, peintre française (° 7 décembre 1881).

### Novembre
- 1er novembre : Bertram Bracken, acteur et producteur américain (° 1er janvier 1880).
- 2 novembre : Henry Edwards, acteur, réalisateur, scénariste et producteur britannique (° 18 septembre 1882).
- 4 novembre : Jules Limbeck, footballeur puis entraîneur franco-hongrois (° 13 octobre 1904).
- 6 novembre : George Reed, acteur américain (° 27 novembre 1866).
- 9 novembre : 
  - Harold Innis, professeur canadien d'économie politique (° 5 novembre 1894).
  - Chaim Weizmann, premier président de l'État d'Israël (° 27 novembre 1874).
- 15 novembre :
  - Jacques Hilpert, peintre et dessinateur français (° 11 septembre 1881).
  - Vincent Scotto, compositeur français (° 21 avril 1874).
- 16 novembre : Charles Maurras, écrivain et homme politique français (° 20 avril 1868).
- 18 novembre :
  - Ferdinand Bac, écrivain, dessinateur, caricaturiste, décorateur, peintre, ferronnier, paysagiste et lithographe français (° 15 août 1859).
  - Eugène Grindel dit Paul Éluard, poète français (° 14 décembre 1895).
- 20 novembre :
  - Marguerite Burnat-Provins, écrivaine, peintre et dessinatrice française (° 26 juin 1872).
  - Benedetto Croce, philosophe, historien et homme politique italien (° 25 février 1866).
- 24 novembre : Camille de Morlhon, scénariste et cinéaste français de la période du cinéma muet (° 19 février 1869).
- 28 novembre : Solange Christauflour, peintre française (° 1er mai 1899).
- 30 novembre : Albert Guilloux, peintre et sculpteur français (° 9 octobre 1871).

### Décembre
- 2 décembre : Félix Del Marle, peintre français (° 21 octobre 1889).
- 3 décembre : Rudolf Slánský, homme politique austro-hongrois puis tchécoslovaque (° 31 juillet 1901).
- 4 décembre : Giuseppe Antonio Borgese, journaliste politique, critique littéraire et écrivain italien (° 12 novembre 1882).
- 5 décembre : Farhat Hached, homme politique tunisien (° 2 février 1914).
- 6 décembre : Arthur Hambling, acteur britannique (° 14 mars 1888).
- 7 décembre : Henri-Eugène Brochet, peintre et auteur dramatique français (° 24 mai 1898).
- 9 décembre : Stanisława de Karłowska, peintre polonaise (° 8 mai 1876).
- 13 décembre : Victor Billiard, peintre français (° 12 mai 1864).
- 14 décembre : Camille Varlet, peintre français (° 2 octobre 1872).
- 22 décembre : Vincas Bacevičius, pianiste et un compositeur lituanien de musique classique (° 16 mai 1875).
- 23 décembre : Bruno Leuzinger, joueur de hockey sur glace suisse (° 6 janvier 1886).
- 25 décembre : Bernardino Molinari, chef d'orchestre italien (° 11 avril 1880).
- 28 décembre : Władysław Strzemiński, peintre et théoricien de l'art polonais (° 21 novembre 1893).
- 30 décembre : Shinpei Nakayama, auteur-compositeur japonais (° 22 mars 1887).
- 31 décembre : Monthéus, chanteur français (° 9 juillet 1872).